# Bakerella analamerensis
Bakerella analamerensis là một loài thực vật có hoa trong họ Loranthaceae. Loài này được Balle mô tả khoa học đầu tiên năm 1964.